# Campeonato Paraguaio de Futebol de 1994
O Campeonato Paraguaio de Futebol de 1994 foi o octagésimo quarto torneio desta competição. Participaram vinte equipes. Devido a intervenção na Asociación Paraguaya de Fútbol, que fez o torneio ser interrompido, e da reestruturação do futebol paraguaio, a edição teve mais seis novos clubes vindos do interior, além dos campeão e vice da División Intermedia.  O campeão e o vice do torneio representaria o Paraguai na Copa Libertadores da América de 1995. O Club Atlético Colegiales foi classificado para a Copa Conmebol (1995).
| Equipe                             | Cidade               | Departamento     | No ano anterior                                                           | Estádio                          | Capacidade | Títulos                                                 | Participações |
| ---------------------------------- | -------------------- | ---------------- | ------------------------------------------------------------------------- | -------------------------------- | ---------- | ------------------------------------------------------- | ------------- |
| Club Cerro Porteño                 | Assunção             | Distrito Capital | Vice Campeão                                                              | Estádio General Pablo Rojas      | 32.910     | 22 (último em 1992)                                     | 77            |
| Club Guaraní                       | Assunção             | Distrito Capital | Lugar                                                                     | Estádio Rogelio Livieres         | 6.000      | 9 (1906,1907, 1921, 1923, 1949, 1964, 1967, 1969, 1984) | 83            |
| Club Olimpia                       | Assunção             | Distrito Capital | Campeão                                                                   | Estádio Manuel Ferreira          | 15.000     | 34 (último em 1994)                                     | 84            |
| Club Libertad                      | Assunção             | Distrito Capital | Lugar                                                                     | Estádio Dr. Nicolás Leoz         | 10.000     | 7 (1910, 1920, 1930,1943, 1945, 1955, 1976 )            | 80            |
| Club Sportivo Luqueño              | Luque                | Central          | Lugar                                                                     | Estádio Feliciano Cáceres        | 25.000     | 2 (1951,1953)                                           | 60            |
| Sol de América                     | Villa Elisa          | Central          | Lugar                                                                     | Estádio Luis Alfonso Giagni      | 5.000      | 2 (1986, 1991)                                          | 78            |
| Club Atlético Colegiales           | Assunção             | Distrito Capital | Lugar                                                                     | Estádio Luciano Zacarías         | 15.000     | 0 (não possui)                                          | 12            |
| Club River Plate                   | Assunção             | Distrito Capital | Lugar                                                                     | Estádio do River Plate           | 5.000      | 0 (não possui)                                          | 76            |
| Club Nacional                      | Assunção             | Distrito Capital | Lugar                                                                     | Estádio Arsenio Erico            | 4.000      | 6 (1909, 1911, 1924, 1926, 1942, 1946)                  | 81            |
| Club Cerro Corá                    | Assunção             | Distrito Capital | Lugar                                                                     | Estádio General Andrés Rodríguez | 6.000      | 0 (não possui)                                          | 4             |
| Club Presidente Hayes              | Assunção             | Distrito Capital | Lugar                                                                     | Estádio Kiko Reyes               | 5.000      | 1 (1952)                                                | 45            |
| Club Sport Colombia                | Fernando de la Mora  | Central          | Lugar                                                                     | Estádio Alfonso Colmán           | 7.000      | 0 (não possui)                                          | 9             |
| Deportivo Humaitá                  | Mariano Roque Alonso | Central          | Campeão do Campeonato Paraguaio de Futebol de 1993 - Segunda Divisão      | Estádio Pioneros de Corumbá Cué  | 7.000      | 0 (não possui)                                          | 1             |
| Sportivo Trinidense                | Assunção             | Distrito Capital | Vice Campeão do Campeonato Paraguaio de Futebol de 1993 - Segunda Divisão | Estádio Martín Ledesma           | 3.000      | 0 (não possui)                                          | 1             |
| Club 8 de Diciembre                | Encarnación          | Itapúa           | Lugar                                                                     | --                               | --         | 0 (não possui)                                          | 1             |
| 12 de Octubre Football Club        | Itauguá              | Central          | Lugar                                                                     | --                               | --         | 0 (não possui)                                          | 1             |
| Cerro Porteño de Presidente Franco | Presidente Franco    | Alto Paraná      | Lugar                                                                     | --                               | --         | 0 (não possui)                                          | 1             |
| Deportivo Boquerón                 | Ciudad del Este      | Alto Paraná      | Lugar                                                                     | --                               | --         | 0 (não possui)                                          | 1             |
| Guarani de Coronel Oviedo          | Coronel Oviedo       | Caaguazú         | Lugar                                                                     | --                               | --         | 0 (não possui)                                          | 1             |
| Silvio Pettirossi de Encarnación   | Encarnación          | Itapúa           | Lugar                                                                     | --                               | --         | 0 (não possui)                                          | 1             |

## Premiação
| Campeonato Paraguaio 1994 Primeira Divisão |
| Assunção                                   |
| ------------------------------------------ |
| Club Cerro Porteño Campeão (23º título)    |